# بنه سیدمحمدرضا
بنه سیدمحمدرضا، روستایی از توابع بخش کنارتخته و کمارج شهرستان کازرون در استان فارس ایران است.

## جمعیت
این روستا در دهستان کنارتخته قرار دارد و بر اساس سرشماری مرکز آمار ایران در سال ۱۳۸۵، جمعیت آن ۶۳۲ نفر (۱۳۶خانوار) بوده‌است.

## زبان
زبان محلی این روستا به مانند سایر روستاهای دهستان کنارتخته لری جنوبی می‌باشد.